# Estació de Guinardó - Hospital de Sant Pau
|  | El títol d'aquest article és incorrecte a causa de limitacions tècniques. El títol correcte de l'article és Estació de Guinardó \| Hospital de Sant Pau. |

Guinardó | Hospital de Sant Pau, simplement Guinardó fins a l'any 2009, és una estació de la L4 del metro de Barcelona situada sota la Ronda del Guinardó al districte d'Horta-Guinardó de Barcelona i es va inaugurar el 1974.
Està en construcció l'estació de la L9/L10 del metro de Barcelona. Pertany al Tram 3 (Zona Universitària – la Sagrera), hi tindran parada trens de la L9 i la L10. Es preveia obrir l'estació l'any 2007, però donats diversos contratemps la data es va endarrerir. El mes de juny del 2011 el Departament de Territori i Sostenibilitat de la Generalitat de Catalunya va anunciar que aquest tram, encara no construït, estava paralitzat temporalment mentre se'n cercava finançament, per evitar el mètode alemany o peatge a l'ombra utilitzat a la resta de l'obra. La previsió actual és inaugurar-la l'any 2023, juntament amb l'estrena del tram comú del túnel.
Article principal: L9 del metro de Barcelona
| Metro de Barcelona              |          |       |                   |                        |
| Procedència/Destinació          | <        | Línia | >                 | Procedència/Destinació |
| Trinitat Nova                   | Maragall |       | Alfons X          | La Pau                 |
| Aeroport T1                     | Sanllehy | obres | Plaça de Maragall | Can Zam                |
| Pratenc                         | Sanllehy | obres | Plaça de Maragall | Gorg                   |
| Font recorregut: PDI 2009-2018. |          |       |                   |                        |

## Accessos

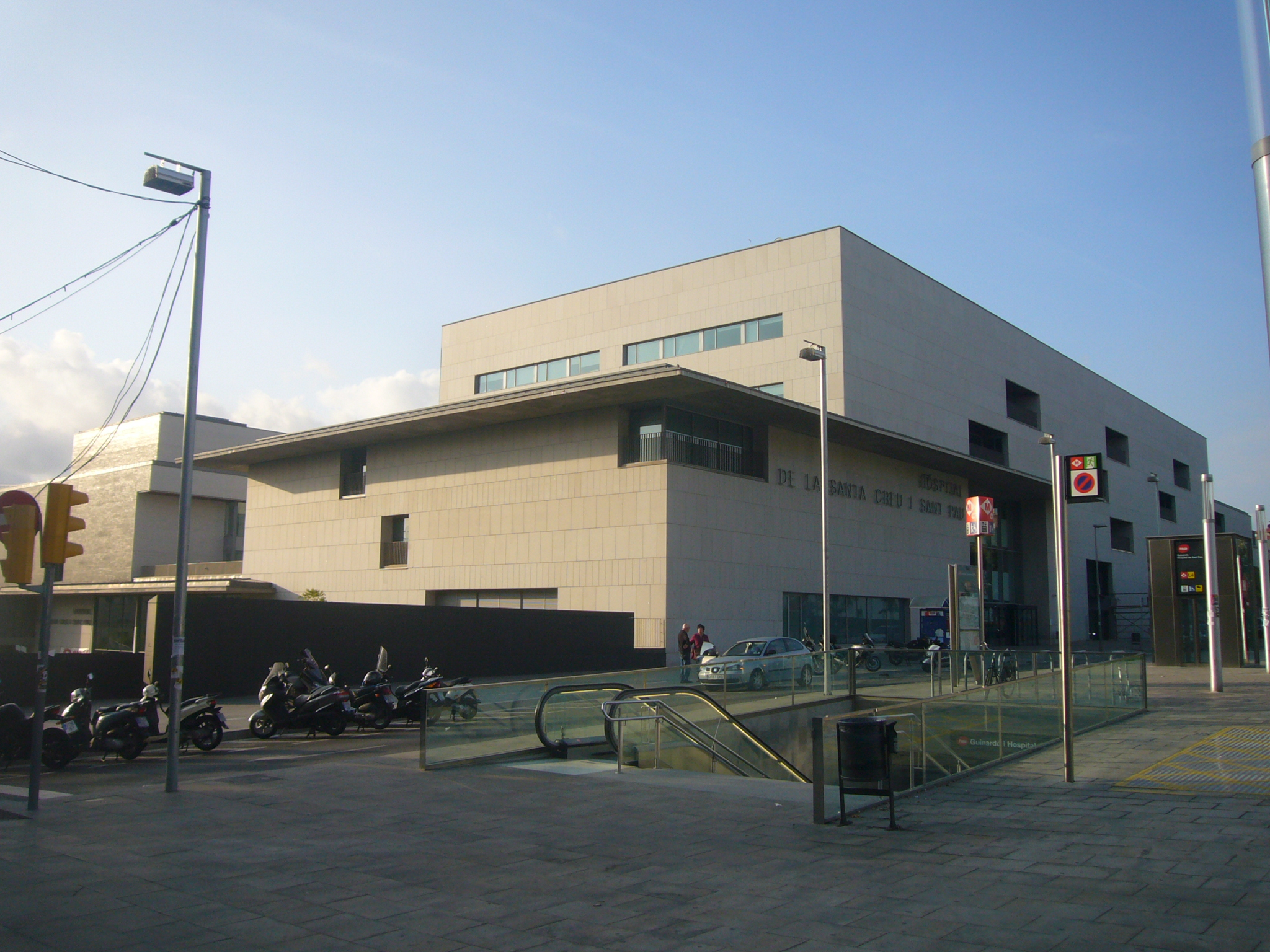
Boca de l'estació, amb el nou Hospital de Sant Pau al darrere

- Carrer Sant Quintí